# Legione truppe leggere
La legione truppe leggere era un reparto di fanteria leggera dell'esercito sabaudo.

## Storia
Venne creato il 5 ottobre 1774 con la nomina del primo comandante Gabriel Pictet (1710-1782) dal re Vittorio Amedeo III sull'esempio di formazioni militari analoghe esistenti negli eserciti del tempo.
Al tempo della prima campagna napoleonica in Italia, si batté  contro le truppe della repubblica rivoluzionaria francese. Venne disciolto alla caduta del regno. I francesi, nel periodo di dominazione, mantennero per un certo tempo ed unicamente per i compiti di natura bellica, un reparto sostanzialmente analogo preferendo, per l'espletamento della vigilanza al confine, estendere il proprio assetto amministrativo con i preposti (preposees) del servizio attivo delle dogane.
Nel 1817, i Savoia destinarono la legione reale piemontese, un corpo legittimista che avevano creato in esilio con l'aiuto inglese, agli stessi compiti precedentemente svolti dal reparto, ridenominandolo legione reale leggera pur mantenendo in vita, integrandolo nel tessuto amministrativo dello stato il corpo dei preposti doganali di matrice transalpina.
Tradizionalmente viene indicata come l'antenato della Guardia di Finanza della Repubblica Italiana che, a partire dal primo dopoguerra, ha fatto discendere le proprie origini dalla legione truppe leggere, con cui effettivamente non vi è una continuità diretta, probabilmente assecondando il desiderio della monarchia sabauda, nel momento di massima affermazione del potere fascista, di ribadire la continuità delle istituzioni dello stato italiano con quelle preunitarie del Regno di Sardegna.

## Caratteristiche e funzioni
Rispetto alla fanteria di linea era composto da personale più istruito, dovendo essere impiegato in circostanze ove era vitale possedere spirito d'iniziativa e capacità di prendere decisioni autonome.
Aveva lo scopo di fiancheggiare, in tempo di guerra, l'esercito regolare (di linea) con funzioni di avanscoperta, di esplorazione e rapido intervento sul campo di battaglia per effettuare colpi di mano, difendere o conquistare obiettivi particolarmente sensibili.
In tempo di pace, in un periodo storico in cui non esistevano specifici reparti di polizia, svolgeva un ruolo di difesa militare delle frontiere, ivi compresa la salvaguardia degli interessi economici dello stato, con particolare riguardo per la repressione del fiorente contrabbando esistente lungo il difficile confine montano del regno sardo con la Francia e la Svizzera.